# Акатьєво
Ака́тьєво (рос. Акатьево) — село у складі Солтонського району Алтайського краю, Росія. Входить до складу Нижньоненінської сільської ради.

## Населення
Населення — 64 особи (2010; 127 у 2002).
Національний склад (станом на 2002 рік):
- росіяни — 97 %